# Europa-Forum Wachau

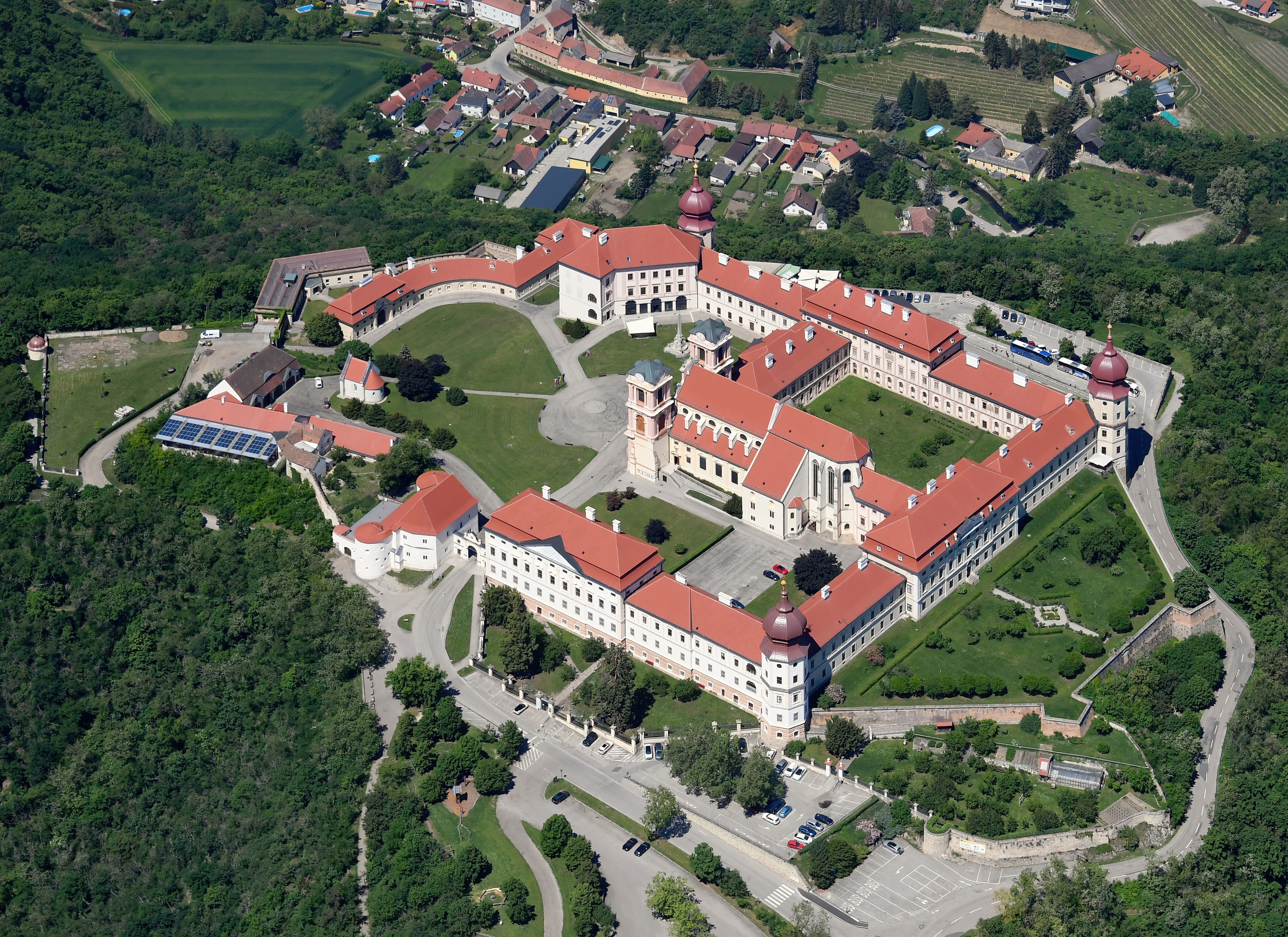
Location of the "Europa-Forum Wachau"

 Europa Forum Wachau  este o conferință ținută pentru prima oară în anul 1995 în Abația Göttweig din Austria Inferioară. Din 1995 evenimentul s-a ținut anual, cu excepția anului 2006. Evenimentul se ține în majoritatea cazurilor în iunie, dar a fost mutat și în mai sau iulie în anii precedenți din circumstanțe speciale.

## Istorie
Inaugurarea Europa-Forum Wachau a avut loc în anul 1995, în același an în care Austria a aderat la Uniunea Europeană, cu intenția de a apropia cetațenii și de a crea un impuls și o platformă pentru decizii politice legate de Europa. Evenimentul se focuseazâ pe dezvoltarea politică a regiunii dunărene. Cele mai accentuate teme fiind: siguranța, regionalitatea, cultura si economia. Publicistul austriac Paul Lendvai găzduiește forumul din 1995.

## Fondatori si Organizație

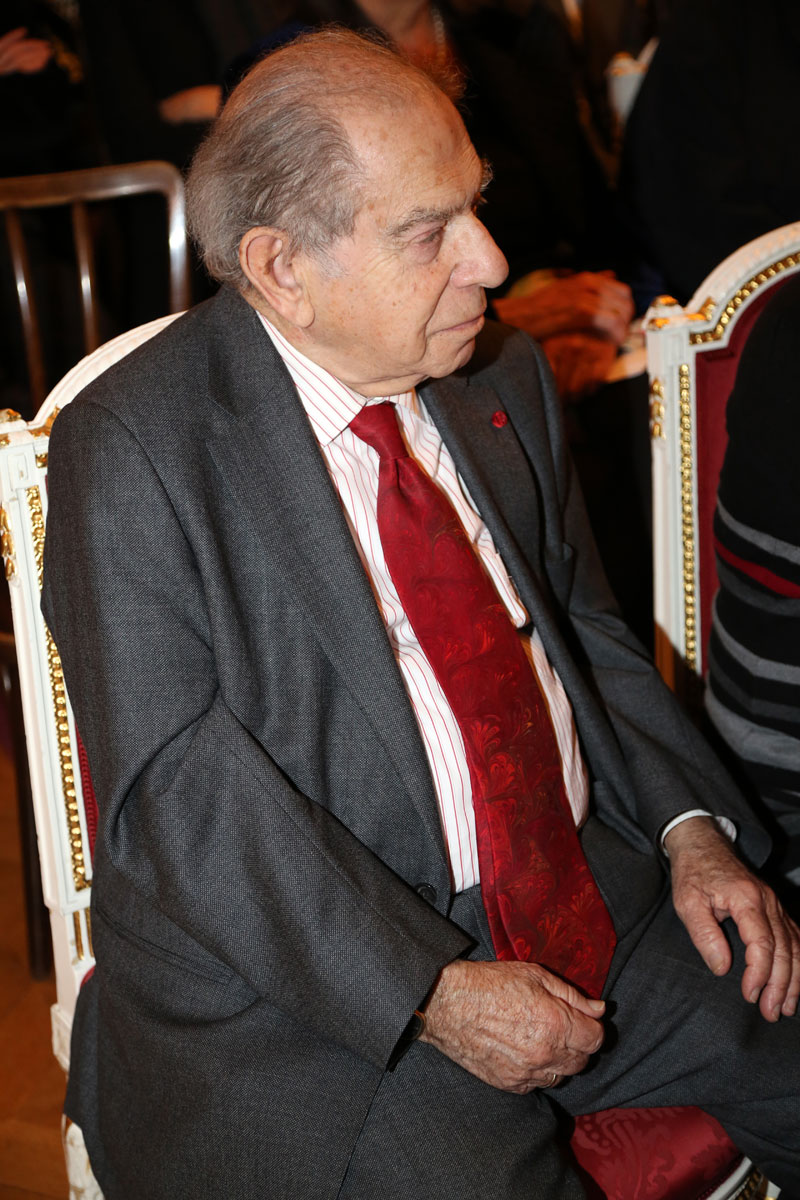
Paul Lendvai

Europa-Forum Wachau a fost inițiat cu idea de a unifica gândul european. Un mare motiv pentru această inițiere a fost referendumul Austriei din data de 12 iunie 1994 Austrian European Union membership referendum, 1994. Locația Göttweig Abbey în Wachau a fost aleasă pentru a demonstra importanța creștinismului în politica europeană și apropierea fațâ de cetățenii. . 
Întâlnirea anuală este organizată de Austria Inferioară. Deasmenea Forumul cooperează cu  "Austria Institut for Europe and security policy“ și cu numeroase instituți educaționale. Finanțat de Raiffeisen Bankengruppe și de Austrian Federal Economic Chamber alături de alți parteneri.

## Primii zece ani 1995 - 2004
Șase ani după ce Cortina de fier a căzut Europa a fost reunită, primul Europa-Forum Wachau a avut loc în 1995 în Göttweig. În primi zece ani prezenți de fiecare data guvernatorul Austriei Inferioare Erwin Pröll si cancelarul federal Wolfgang Schüssel. Unu din numeroasele țeluri este să se aducă o contribuție la un comun acord la nivel european .
După extinderea Uniuni Europene cu zece state menbre Austria Inferioară a fost implicit centrul Uniunii Europene, atât politic cât și geografic. Pas cu pas, dispăreau granițele cu Republica Cehă și Slovacia. Din acest motiv in data de 1 mai 2004 Austria Inferioară a ținut o întâlnire între cele "Trei Țâri Vecine". Noua Uniune Europeană a celor 25 de țări membre a fost și tema principală a celei dea zecea întâlniri a "Europa-Forum Wachau".

## Europa-Forum Wachau în 2013 și 2014 - Criză și democrație

### 2013

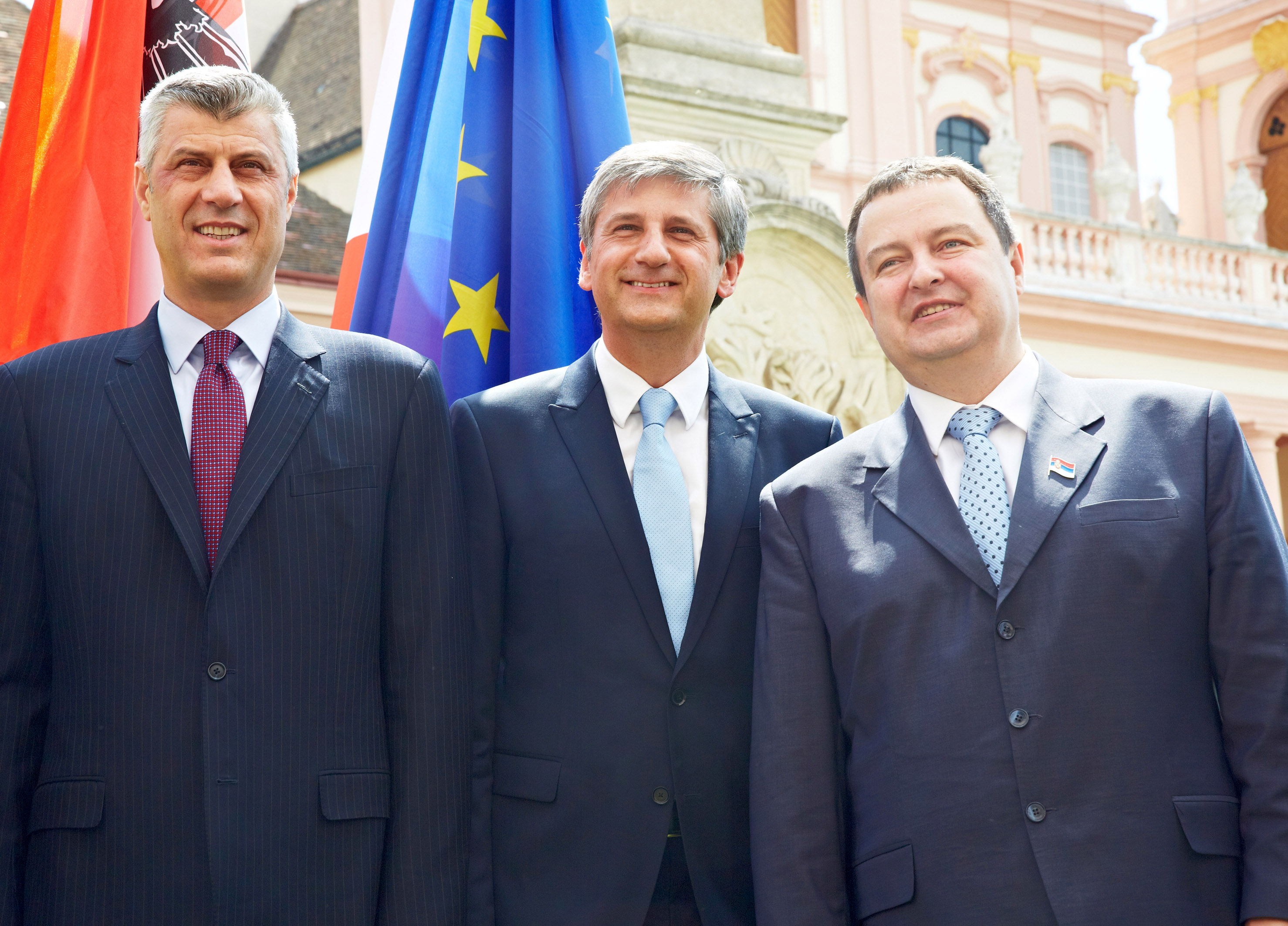
foreign minister Michael Spindelegger (Mitte) with the Serbian prime minister Ivica Dacic on the left and the Kosovian prime minister Hashim Thaci on the right.

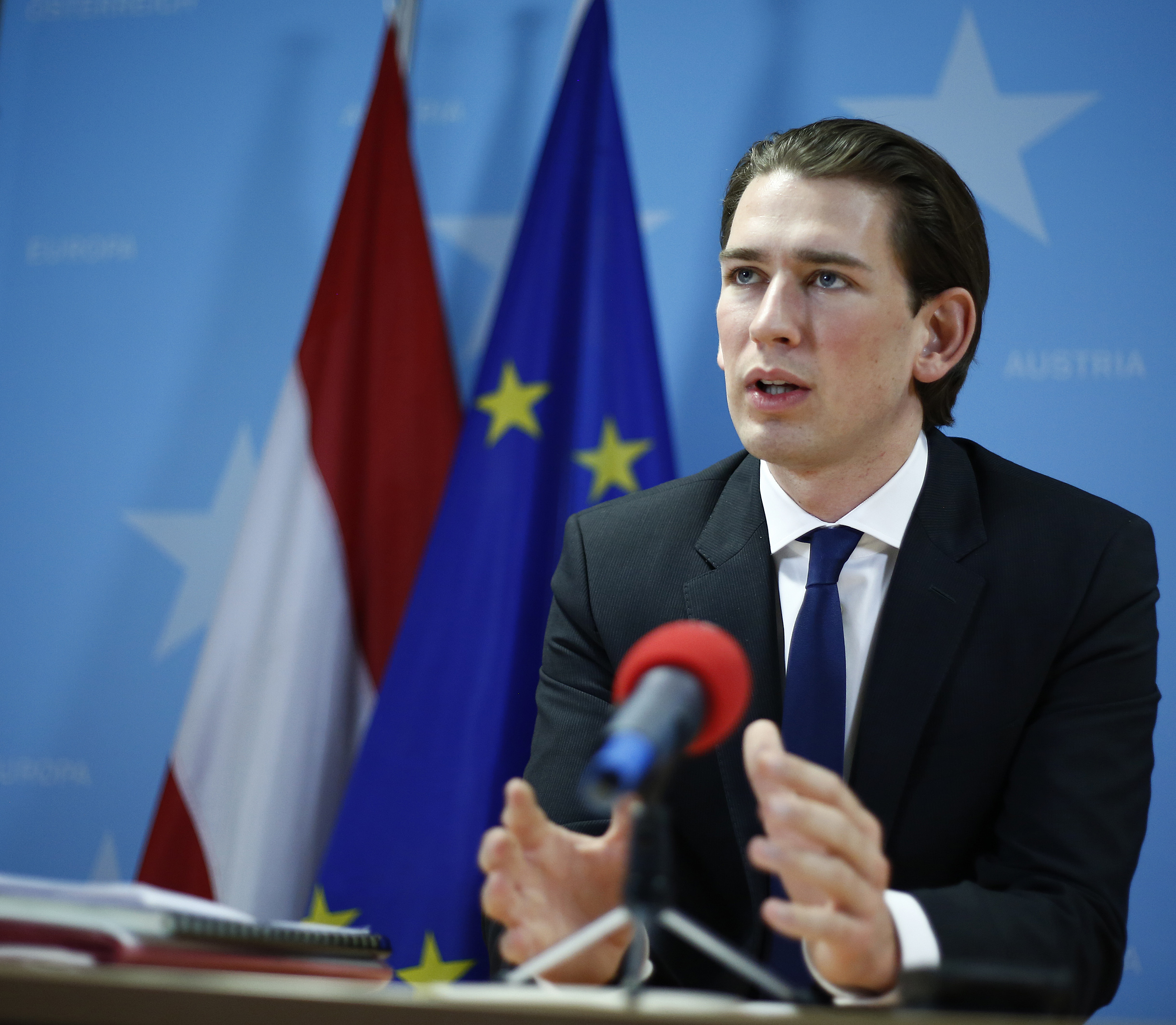
foreign minister Sebastian Kurz

"Europa-Forum Wachau" a avut loc in data de 15.06.13 și 16.06.2013 aceasta analiza în special criza în care se aflau anumite state din Europa. Motto-ul întâlniri fiind "Depâșind criza - Contururile noii Europe" și aceasta discutându-se cu politicieni austrieci, europeni și din balcani. Întâlnirea între șefi de guvern a Serbiei și Kosovoului a fost de mare importanță. Cancelarul de externe a Austriei Michael Spindelegger a fost responsabil pentru întâlnirea dintre Ivica Dačić și Hashim Thaçi care a adus țările înspre Uniunea Europeana.
În plus autorul austriac Miguel-Herz Kestranek, Erwin Pröll, membru al Comisiei Europene Johannes Hahn și politicianul Leton Valdis Dombrovskis au participat la forum ca oaspeți de onoare, ținând și discursuri.

### 2014
Pe data de 17.05.2014 și 18.05.2014 Europa-Forum Wachau s-a ținut sub moto-ul "Democrație în Europa - Noi avem alegerea". Tema centrală a fost conflictul între Ucraina și Rusia, de asemenea și politicile siguranței Europene.
Din nou oaspeți de calibru mare, ca de exemplu Erwin Pröll, fostul cancelar al Austriei Alfred Gusenbauer, fostul ministru a apărări a Austriei Sebastian Kurz, Johannes Hahn și Michael Spindelegger participănd la discurs. Prim ministrul Seribiei a fost nevoit să refuze din cauza inundațiilor din Serbia din acel moment. El fiind înlocuit cu ambasadorul Serbiei Pero Jankovic.

## Europa-Forum Wachau 2015

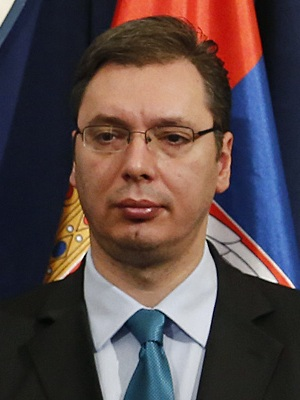
Aleksandar Vučić

Cea de-a 20-ea întâlnire a fost sub tema "Are Europa granițe? Rolul Europei în lume".
Cele mai importante discursuri au fost al ministrului apărări Georgiei Tina Khidasheli, Johannes Hahn, Aleksandar Vucic și fostul vice cancelar al Austriei Reinhold Mitterlehner. 
La sfârșitul forumului Erwin Pröll la premiat pe Paul Lendvai cu statuia de onoare Leopold III, Margrave of Austria pentru rolul său de gazdă a Europa-Forum Wachau pe care îl îndeplinește de la începutul evenimentului. De asemenea 2015 a fost primul an în care sa decernat și premiul "Europa-Staatspreis" în timpul ceremoniilor.

## Europa-Forum Wachau 2016
Europa-Forum Wachau a avut loc în data de 11.06.2016 și 12.06.2016. Tema acestui an a fost „Europa - unită în bogăție, separată în criză“, ca de obicei forumul a fost moderat de Paul Lendvai. Discursuri au fost ținute pe teme ca și criza refugiaților, pericolul naționalismului și a populismului și poziția Europei din punctul de vedere economic. Personalități ca și Sebastian Kurz, Erwin Pröll și ministru de externe Daniel Mitow au fost invitate.

## Europa-Forum Wachau 2017

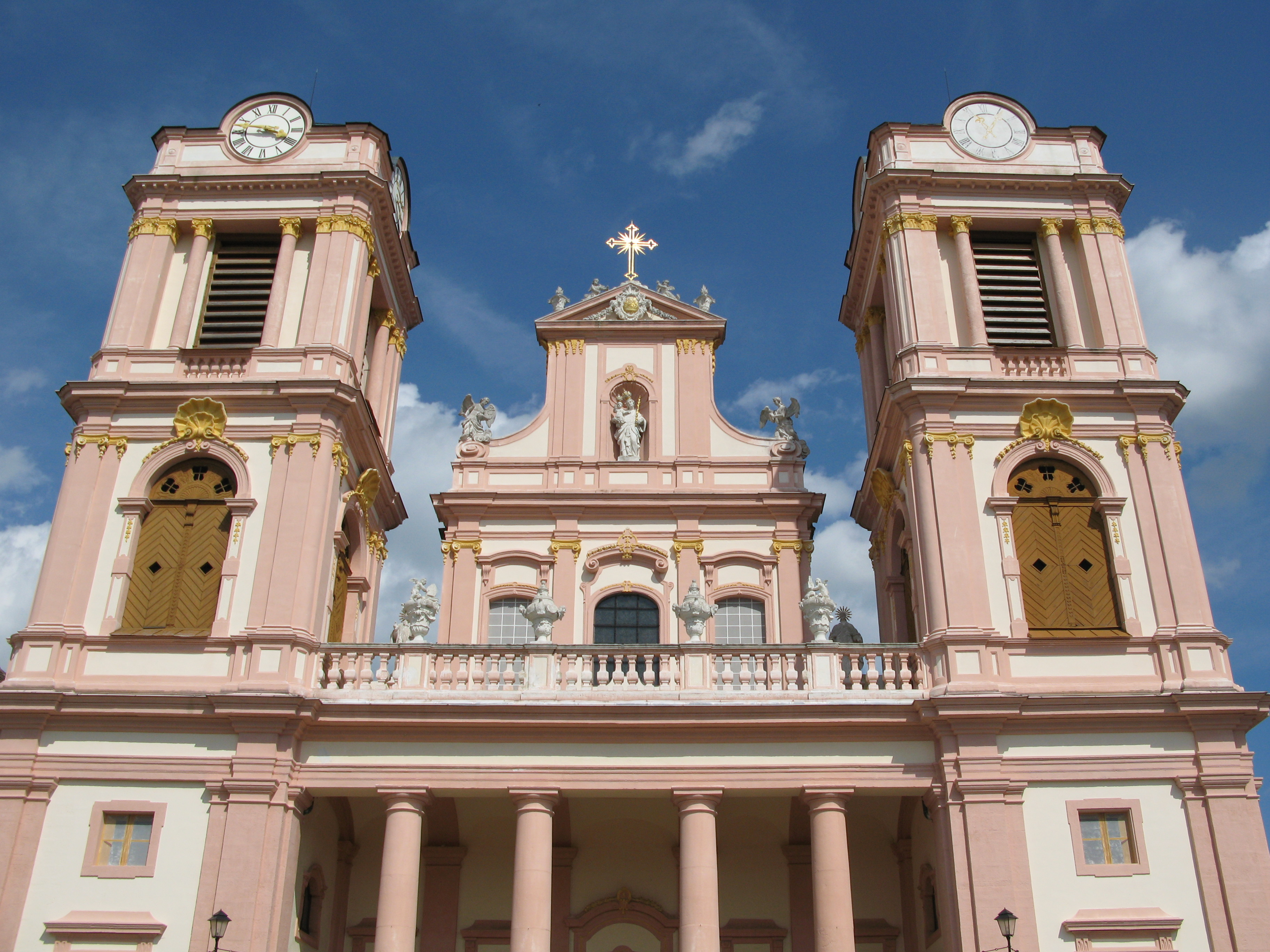
Göttweig Abbey

Europa-Forum Wachau a avut loc în data de 10.06.2017 și 11.06.2017 în Göttweig Abbey în Austria Inferioară. În acest an motto-ul a fost "Apropierea de cetățenii Europeni". 
Programul este structurat în urmatoarele domenii:
Siguranță: "Strategia globala a UE: Cum să garanteze UE mai multă siguranță ?"
Regional: "Diversitatea și subsidiaritatea Europei: Decizi luate  efficient și aproape de cetățeni."
Economie: "Între Asia și SUA: Cum poate Europa să rămănă competitivă?"
Cultură: "Tensiuni între migranți, democrație și constituționalitate"
"Europa-Forum Wachau" 2017 a fost și un loc de discuție în cadrul unui curs al Universități Viena al Facultăți de Publicistică si Comunicare. În care Universitatea în cooperare cu Wikimedia Austria vor reda în formă de encyclopedie aspecte al acestui eveniment politic. Acest lucru se va întâmpla în mai multe limbi..

## Tineretul în Europa-Forum

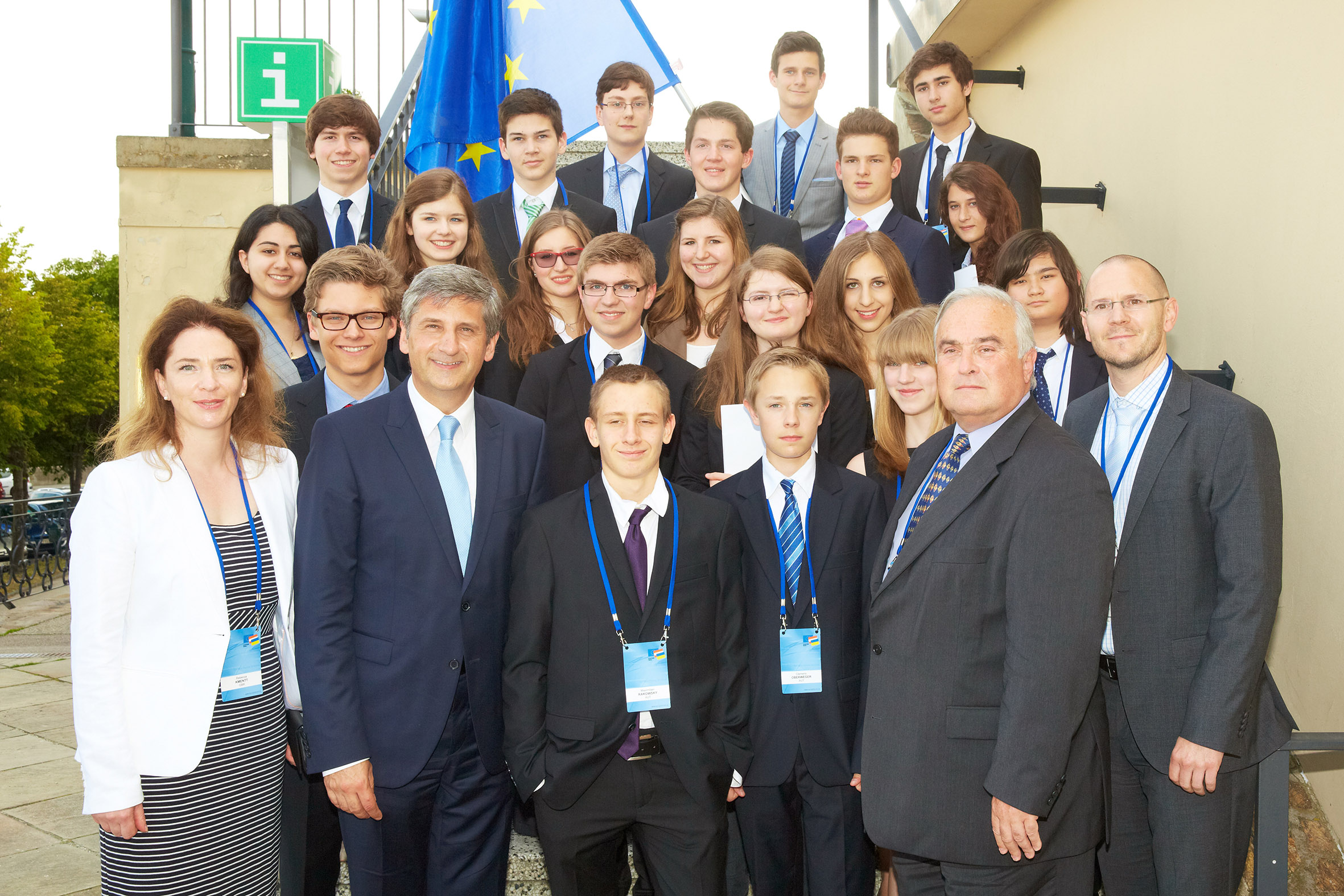
foreign minister Spindelegger (second to left) in 2013 with a school closs

În cea de-a zecea ediție a Europa-Forum Wachau Johanna Mikl-Leitner, atunci în poziția de Ministrul regional al Afacerilor Sociale, Muncii și Familiei în Austria Inferioară a organizat un plen al tineretului. Tineri în vârste cuprinse între 18 și 25 de ani, din toate cele 25 de state membre UE de atuncia au fost invitați să participe în anul 2025 la Plenul tinerilor. Sa dorit o întărire a idei de Europa în generațiile tinere.
„„Einzeln sind wir Worte, gemeinsam ein Gedicht. Europa darf nicht ein Wort bleiben, Europa muss ein Gedicht werden“”
În anul 2016 studenți de la St. Pölten University of Applied Sciences au creat patru concepte de PR pentru Europa-Forum Wachau, care se concentrau pe social media. Analiza a fost facută în timpul evenimentului și după acesta. Idea în spatele analizei a fost ca Europa-Forum Wachau să fie mediatizat mai puternic pe canalele social media.

## Literatură
- Europa-Forum Wachau (ed.): 5 Jahre Europa-Forum Wachau. 1995 bis 1999. Redaktion: Mag. Brigitte Karner, 1999
- Europa-Forum Wachau (ed.): Jubiläumsfestschrift Europa-Forum Wachau. 10. Europa-Forum Wachau. Schwerpunkte, Diskussionsbeiträge und Zitate aus den Jahren 1999 bis 2003. Redaktion: Mag. Brigitte Karner, 2004
- Europa-Forum Wachau (ed.): Jubiläumsfestschrift 15. Europa-Forum Wachau. Schwerpunkte, Diskussionsbeiträge und Bilddokumente aus den Jahren 2004 bis 2009. Wissenschaftliche Beratung und Erstellung des Festschrift-Textes: AIES - Austria Institut für Europa- und Sicherheitspolitik, Maria Enzersdorf 2010

## Weblinks
- Europa-Forum Wachau

## External Links
- www.europaforum.at, official Website of the "Europa-Forum Wachau"
- Göttweig Statement Arhivat în 3 iulie 2010, la Wayback Machine. from 2010 (PDF; 59 kB)